# Горяйновское муниципальное образование
Горяйновское муниципальное образование — сельское поселение в Духовницком районе Саратовской области Российской Федерации.
Административный центр — село Горяйновка.

## История
Статус и границы сельского поселения установлены Законом Саратовской области от 27 декабря 2004 года № 92-ЗСО «О муниципальных образованиях, входящих в состав Духовницкого муниципального района».

## Население
| 2010 | 2011 | 2012 | 2013 | 2014 | 2015 | 2016 |
| ---- | ---- | ---- | ---- | ---- | ---- | ---- |
| 854  | ↘851 | ↘840 | ↘820 | ↘793 | ↘777 | ↘749 |
| 2017 | 2018 | 2019 | 2020 | 2021 |      |      |
| ↘715 | ↘681 | ↘662 | ↘628 | ↗639 |      |      |

## Состав сельского поселения
| № | Населённый пункт | Тип населённого пункта       | Население |
| - | ---------------- | ---------------------------- | --------- |
| 1 | Александровка    | деревня                      | ↘88       |
| 2 | Горяйновка       | село, административный центр | ↘393      |
| 3 | Росляково        | деревня                      | ↘82       |
| 4 | Софьинка         | село                         | ↘291      |